# Bergmatting
Bergmatting ist ein Gemeindeteil der Gemeinde Sinzing und eine Gemarkung im Oberpfälzer Landkreis Regensburg.

## Geographie
Das Kirchdorf Bergmatting liegt auf einer Hochfläche der Fränkischen Alb oberhalb dem Tal der Donau.

## Geschichte
Bergmatting zählte im Mittelalter wie Dürnstetten, Reichenstetten und andere kleine Weiler in der Umgebung zur Herrschaft und zum Pflegamt Laaber. Die kleine Dorfkirche St. Leodegar in Bergmatting wurde im 13./14. Jahrhundert erbaut. Die Herrschaft zu Laaber war bis zum 15. Jahrhundert noch reichsunmittelbar.  
Nach dem Aussterben des Geschlechtes der Herren von Laaber gelangte der Besitz an das Herzogtum Bayern-Landshut und im Zuge des Landshuter Erbfolgekrieges 1505 an das Herzogtum Pfalz-Neuburg. Fürst Ottheinrich wurde ein Anhänger der neuen Lehre Luthers. Bergmatting wurde daraufhin lutherische Filialkirche des Pfarrsprengels Nittendorf. Nach dem Neuburgischen Pfarrbuch war für die Orte Nittendorf, Bergmatting, Dürnstetten und Reichenstetten der lutherische Pfarrer Wolfgang Schuster bereits seit 1539 eingesetzt. Ihm folgte Pfarrer Georg Rittmeier von 1548 bis 1554, um 1582 Pfarrer Heinrich Pichler. Ab 1617 erfolgte die Rekatholisierung der südlichen Oberpfalz. Ob der Pfarrer Kaspar Scriba, der in diesem Jahr für die Orte Nittendorf, Bergmatting, Dürnstetten und Reichenstetten installiert wurde, katholischen oder lutherischen Bekenntnisses war, darin widersprechen sich die Quellen. Um 1645 sind jedenfalls wieder alle Einwohner der ehemaligen pfalz-neuburgischen Gemeinden Bergmatting, Reichenstetten und Dürnstetten wieder katholischen Glaubens. Das Kloster Prüfening erhielt nach Ende des Dreißigjährigen Krieges um ca. 1655 die ehemaligen Pfründe zurück und damit auch wieder Bergmatting. Nach der Säkularisation 1803 bekam dann der Pfarrer von Sinzing die Seelsorge für Bergmatting anvertraut.
Die mit dem bayerischen Gemeindeedikt 1818 gegründete Landgemeinde mit den Orten Bergmatting, Dürnstetten und Reichenstetten zählte zum Landgericht Kelheim. Nach Plänen aus der Vorkriegszeit wurde die Ortschaft Bergmatting (ohne Dürnstetten und Reichenstetten) durch Regierungsentschließung vom 1. August 1945 in die Gemeinde Viehhausen (Landkreis Regensburg) umgegliedert. 1947 wurde Bergmatting der Pfarrkuratie Viehhausen zugeordnet, die seit 1979 selbständige Pfarrei ist. 
1948 wurde die Gemeinde Bergmatting unter Rückgliederung zum Landkreis Kelheim wieder hergestellt.  Die Einwohnerzahl der Gemeinde betrug im Jahr 1950 213. Im Zuge der Gebietsreform in Bayern schlossen sich die Gemeinden Sinzing, Viehhausen, Eilsbrunn und Bergmatting am 1. Juli 1972 zur Großgemeinde Sinzing im  Landkreis Regensburg zusammen.